# 360 (영화)
《360》은 프랑스에서 제작된 페르난두 메이렐리스 감독의 2011년 드라마 스릴러 영화이다. 앤서니 홉킨스, 벤 포스터, 레이철 바이스, 주드 로 등이 출연하였다.

## 출연진
- 루치아 시포소바
- 가브리엘라 마르친코바
- 요하네스 크리슈
- 주드 로
- 모리츠 블라이프트로이
- 자멜 드부즈
- 블라디미르 브도비첸코프
- 레이철 바이스
- 마리아 플로르
- 벤 포스터
- 메리앤 존뱁티스트
- 앤서니 홉킨스
- 마크 이바니어
- 피터 모건
- 라이언 스틸
- 제라드 모나코